# Wurdalaks

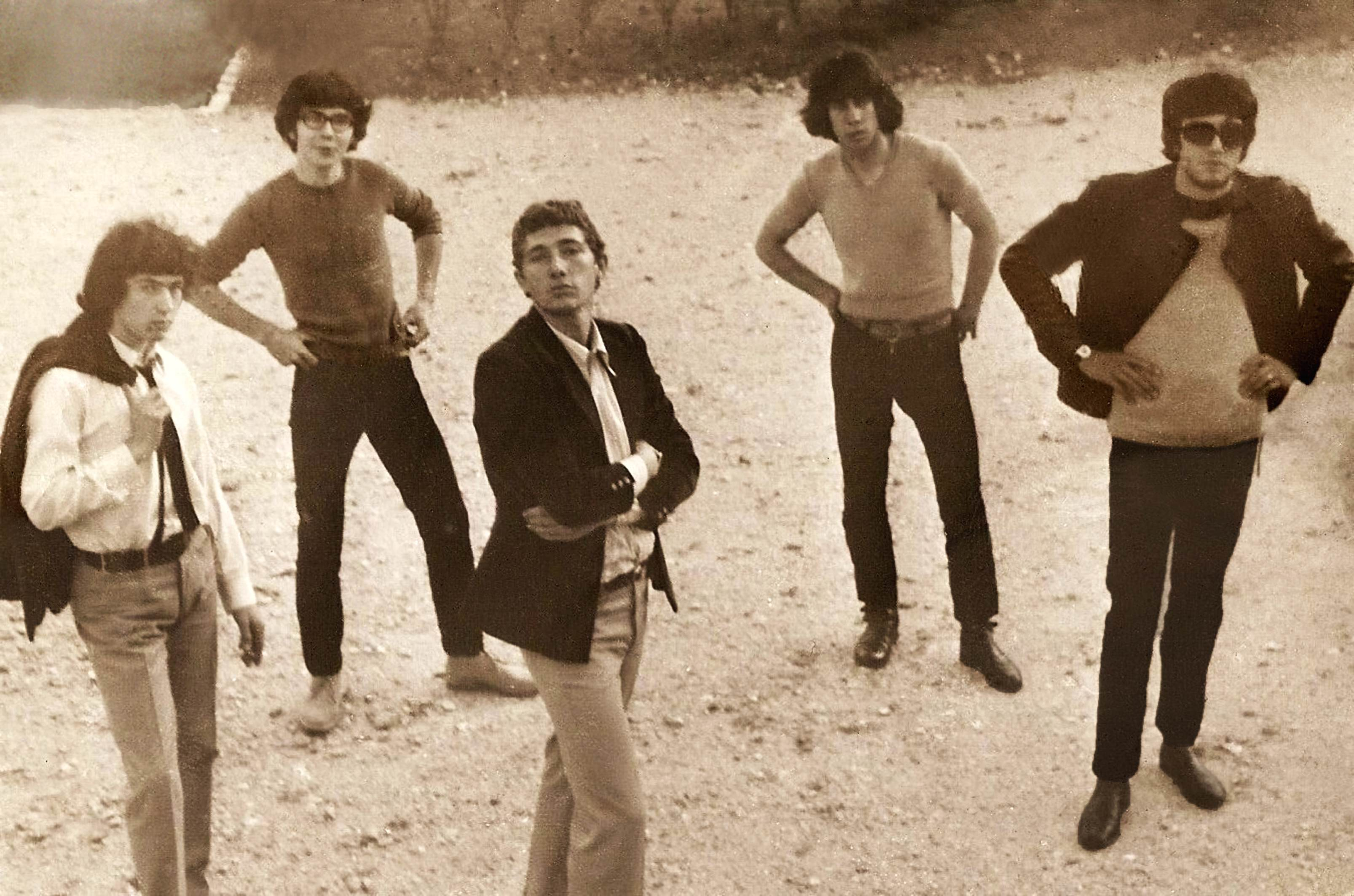
Les Wurdalaks

Les Wurdalaks, ainsi nommé d'après le deuxième volet du film Les Trois Visages de la peur de Mario Bava (lui-même inspiré de la nouvelle La Famille du Vourdalak d'Alexis Konstantinovitch Tolstoï), était un des groupes dans lequel Christian Vander a fait ses premières armes,.
Le groupe, fondé fin 1964 et dissous fin 1965, était constitué de : Michel Rosengarten † (guitare, pour l'anecdote, petit-fils de Lucien Rosengart), Christian Grégoire † (guitare), Denis Goulesque (chant), Christian Vander (batterie) et Richard DeMaria † (basse). 
C'était une formation qui faisait des reprises de Little Richard, Tom Jones et Gene Vincent.
Les Wurdalaks ont enregistré chez Vogue une maquette de deux titres, malheureusement perdue.
Cité par Antoine de Caunes dans son livre consacré à Magma, le groupe était plus réputé pour sa violence que pour sa musique : Quelques années plus tard, quand il a dix-sept ans, il (Christian Vander) commence à jouer dans des groupes de rhythm and blues. Le premier en date s'appelle "Les Wurdalaks" (ou, en termes moins barbares, "Les Vengeurs") et sa vocation première est de semer la terreur sur son passage.
Après le départ du chanteur Denis Goulesque pour le service militaire, brièvement remplacé par Gil Now, les Wurdalaks laisseront la place aux Chineses et à Cruciférius Lobonz, formations avec Bernard Paganotti à la basse et Christian Vander à la batterie.